# 曾美華
曾美華（英語：Carmaniac Tsang，1981年6月7日—），前有線新聞主播，其後加入策略王電視轉職為主持。2020年10月5日晚開始和陳美茵主持《9點半蘋果新聞報道》。

## 生平
曾美華早年在元朗區成長，就讀元朗商會第二學校（1993年下午校）及元朗商會中學，於2000年於中學七年級文科班畢業，於同年9月入讀香港大學副學位課程，一年後（2001年9月）升讀香港理工大學商業系學士課程，於2004年畢業。同年暑假，透過求職網站經三次面試後加入有線新聞:117。
在擔任新聞主播工作前，她曾經是兼職模特兒，拍攝過多個廣告及硬照，例如：大家樂、港鐵、蒙娜麗莎婚紗、NIVEA 妮維雅廣告以及雜誌模特兒。她亦曾經在楊千嬅歌曲《可惜我是水瓶座》及《一千零一個》的音樂錄影帶中演出。此外，她亦介紹了模特兒朋友蔡誌恩入職成為有線新聞主播。
曾美華除在新聞台日常報道新聞外，亦曾經主持財經資訊台節目拉近文化（已於2013年8月起改由張靜文主持）。她亦曾經主持節目數碼無限擊和直播新聞台特備節目天火遺珍。她於2007年接受報章《am730》訪問時，表示希望擺脫「花瓶」的形象。
2009年7月，曾美華與其他9位主播莊安宜、王春媚、王巧、關善茹、王靜茵、王沛然、游安怡、張曉雯及劉紫鳳出版《有線主播點線面》。
2011年5月2日，曾美華和黎智英次子黎耀恩結婚。
2012年，曾美華因懷孕暫時離開主播崗位，同年9月19日，曾美華誕下兒子Jalen Lai，於同年12月復出報導新聞。
2014年1月6日，曾美華再度誕下女兒Amber Lai，同年12月31日，曾美華離任任職十年的有線新聞主播崗位。近凌晨一時，新聞結束前，她對觀眾說「多謝大家在過去十年的支持與包容，有緣再見，bye bye！」，並舉起thumb up手勢，結束在有線新聞十年的主播生涯。2017年加入策略王電視轉職為主持。
2020年10月初開始和陳美茵主持《9點半蘋果新聞報道》。

## 電視節目

### 劇集
- 2016年：ViuTV 《瑪嘉烈與大衛》（飾演其中一位瑪嘉烈）

### 節目主持
- 2017年：奇妙電視 《潮拜傲媽》
- 2018年：奇妙電視 《小店大廚-台灣篇》
- 2018年：ViuTV 《Good Night Show 個個得把口》

## 外部連結
- 曾美華的BLOG（页面存档备份，存于）
- 曾美華的新浪微博
- 曾美華的Instagram帳戶